# İbrahim Tatlıses
İbrahim Tatlıses (* 1. ledna 1952, Şanlıurfa, Turecko) je turecký folkový zpěvák a bývalý herec kurdského původu. Narodil se ve městě Şanlıurfa. Nahrál 43 alb, z nichž nejznámější jsou Ayağında Kundura a Selam Olsun. Účinkuje také v televizním pořadu Ibo Show a objevil se v několika filmech. Většinu filmů, ve kterých hrál, také režíroval. Bylo na něj spácháno několik atentátů. Během posledního útoku byl střelen do hlavy, ale podařilo se mu přežít.

## Diskografie
- 1970: Kara Kiz
- 1974: Sevdimde Sevilmeim
- 1976: Ashab Gecesi
- 1976: Urfa Emerktaroglu Bant Studyosu
- 1977: Ayağında Kundura
- 1977: Can Hatice
- 1977: Hurzurum Kalmadi
- 1978: Doldur Kardeş İçelim
- 1979: Toprağın Oğlu Sabuha
- 1980: Bir Mumdur
- 1980: Ceylan
- 1981: Gelme İstemem
- 1981: Gulmemiz Gerek
- 1982: Yaşamak Bu Değil
- 1983: Yalan
- 1984: Benim Hayatım
- 1985: Mavi Mavi
- 1986: Gülüm Benim/Gülümse Biraz
- 1987: Allah Allah/Hülya
- 1988: Kara Zindan
- 1988: Fosforlu Cevriyem
- 1989: İnsanlar
- 1990: Söylim mi?
- 1991: Vur Gitsin Beni/Yemin Ettim
- 1992: Ah Keşkem
- 1993: Mega Aşk
- 1994: Haydi Söyle
- 1995: Klasikleri
- 1996: Bende İsterem
- 1996: Turku Dinle,Soyle,Oyna
- 1998: At Gitsin
- 1999: Selam Olsun
- 2001: Yetmez Mi?
- 2003: Tekk Tekk
- 2004: Aramam
- 2005: Sizler İçin
- 2006: Imparator Silerde Gecer
- 2007: Bulamadım
- 2008: Neden?
- 2009: Yağmurla Gelen Kadın
- 2011: Hani Gelecektin
- 2014: Tatlıses Klasiği
- 2018: Yaylalar
- 2021: Gelmesin

2021: Ibrahim tatlıses duetleri aski

## Filmografie

### Herecké role
- 1978: Sabuha
- 1978: Ayaginda Kundura
- 1978: Toprağın Oğlu
- 1979: Kara Yazma
- 1979: Kara Çadırın Kızı
- 1979: Fadile
- 1980: Çile
- 1980: Ayrilik Kolay Degil
- 1981: Seni Yakacaklar
- 1981: Yaşamak Bu Değil
- 1981: Tovbe
- 1982: Yalan
- 1982: Alişan
- 1982: Nasil Isyan Etmem
- 1983: Yorgun
- 1983: Günah
- 1983: Futboliye
- 1984: Sevdalandim
- 1984: Ayşem
- 1985: Mavi Mavi
- 1985: Sevmek
- 1985: Yalnızım
- 1986: Gülümse Biraz
- 1986: Yıkılmışım Ben
- 1986: Sarhoş
- 1987: Gülüm Benim
- 1987: Allah Allah
- 1987: Dertli Dertli
- 1988: Hülya
- 1988: Aşıksın
- 1988: Bir Kulum İşte
- 1988: Kara Zindan
- 1988: Ben İnsan Değil Miyim
- 1989: Ceylan
- 1989: Fosforlu
- 1992: Aşık Oldum
- 1993: Tetikçi Kemal
- 1997: Fırat (mini) TV Series
- 2003: Hayat Bilgisi (Mini) TV Series
- 2009: Hicran Yarasi 5 bolum Konuk Oyuncu

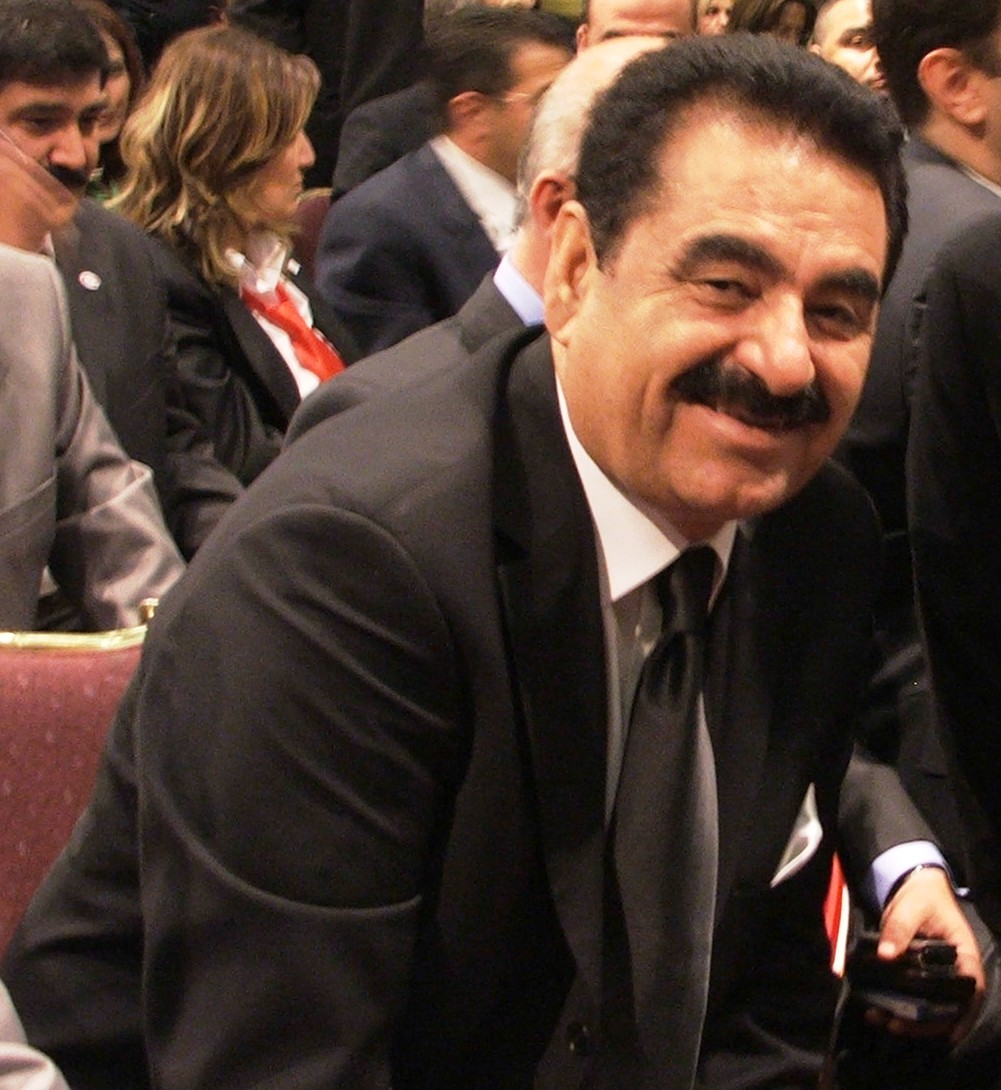

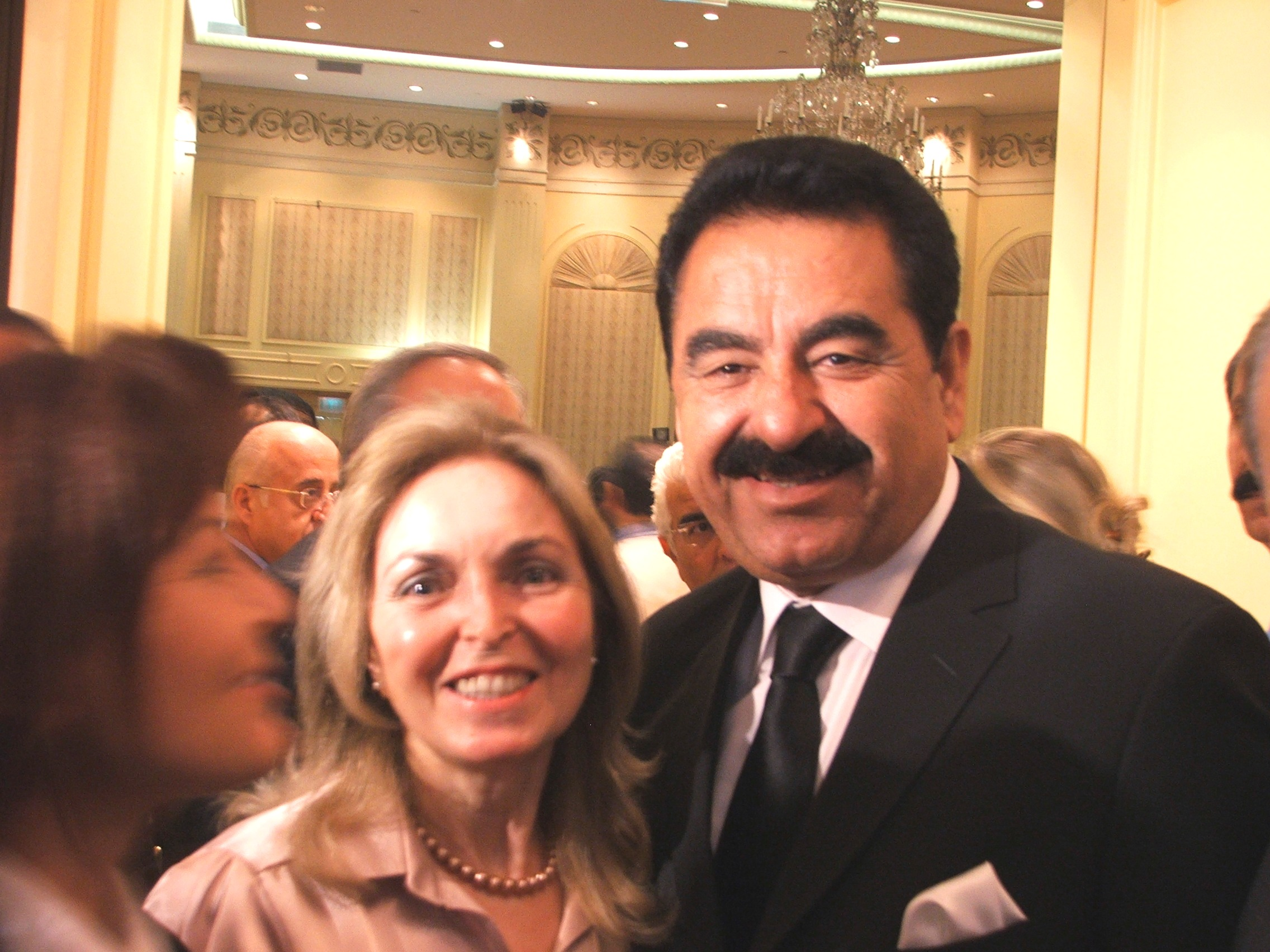

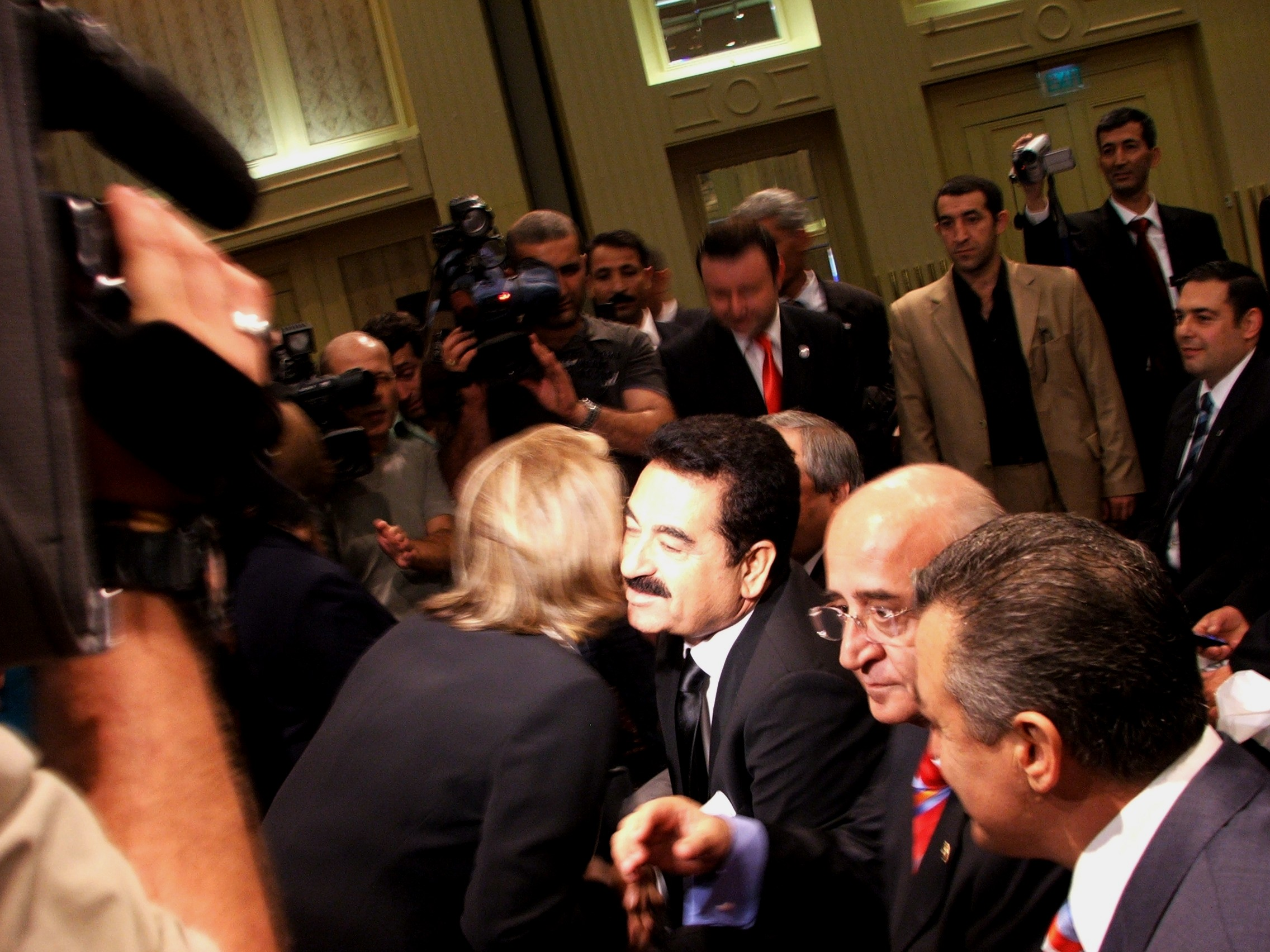

### Režie
- 1982: Yalan
- 1983: Yorgun
- 1983: Günah
- 1984: Ayşem
- 1986: Sarhoş
- 1986: Gülümse Biraz
- 1986: Gülüm Benim
- 1987: Dertli Dertli
- 1988: Hülya
- 1988: Aşıksın
- 1997: Fırat (mini) TV Series
- 2003: Hayat Bilgisi Konuk Oyuncu TV mini series
- 2009: Hicran Yarasi 5 Bolum Konuk Oyuncu

### Scénáře
- 1983: Günah
- 1998: At Gitsin
- 1999: Selam Olsun
- 2001: Yetmez Mi?

### Produkce
- 1982: Yalan